# Deltocyathus suluensis
Deltocyathus suluensis är en korallart som beskrevs av Alcock 1902. Deltocyathus suluensis ingår i släktet Deltocyathus och familjen Caryophylliidae. Inga underarter finns listade i Catalogue of Life.